# Џамија Јашар-паше
Џамија Јашар-паше (алб. Xhamia e Jashar Pashës, отур. مسجد يشار باشا) је споменик културне баштине Косова и Метохије који се налази у Приштини. Саграђена је 1834. године од стране управника Скопља Јашара Мехмет-паше. Џамија се налази у улици Назима Гафурија и једна је од старих џамија на Косову.

## Историјат
На путу “Назим Гафури”, као интегрални део традиционалног архитектонског ансамбла Џамије Чаршије, Музеја Косова, Сахат Куле и Археолошког Парка, све под заштитом државе, налази се Џамија Јашар-паше, која служи као место молитве за исламске вернике у Приштини. На основу писаних података, изградња ове џамије датира још из 15. века, док њен изглед углавном датира из 19. века. Ово се поклапа са временом када је Јашар-паша, као грађанин Приштине, финансирао реализацију значајних обнова у овој џамији, и још од тога времена ова џамија носи име Џамија Јашар-паше. Овај споменик представља пример касног барокног стила током османлијског доба. Зграда је четвртастог облика - 10,50 м x 10,50 м, камене је структуре типа једне куполе са дрвеним вратима отвореног типа, минарет је од камена. Унутрашњост представља јединствену просторију осветљену путем прозора поређаних на нивоима, са насликаним зидовима а у свом саставу има махвил, мимбер и михраб. Фасада улазног дела и дрвени таван су такође украшени биљним мотивима. Десетострани минарет постављен поред џамије поседује скулптурну декорацију на доњем делу. Шадрван је постављен у центру дворишта џамије, а једноставне је камене конструкције. Иако је ова џамија током векова претрпела доста трансформација од свог првобитног изгледа, она у свом саставу поседује све карактеристичне елементе чуваних током векова. Ова џамија, осим што је од велике важности за исламску заједницу, рачуна се и као грађевински дело важно за развој архитектуре и културно-историјског пејзажа града Приштине.